# Unter dem Schatten deiner Flügel
Unter dem Schatten deiner Flügel enthält ausgewählte Tagebuchaufzeichnungen Jochen Kleppers, niedergeschrieben in der Zeit vom April 1932 bis zum 10. Dezember 1942. Die Auswahl erschien erstmals 1956.
Der Protestant, Schriftsteller, Journalist und Dichter geistlicher Lieder Jochen Klepper verlor während der oben genannten zehn Jahre unter den stetig zunehmenden nationalsozialistischen Repressalien allmählich die Schaffenskraft. Er war mit der verwitweten Jüdin Johanna (genannt Hanni) verheiratet, die zwei Töchter aus erster Ehe mitgebracht hatte. Nach Kriegsbeginn drohte seiner jüngeren Stieftochter Renate die Deportation. Klepper setzte sich für die Ausreiseerlaubnis des jungen Mädchens nach Schweden ein und drang bis zum Sicherheitsdienst vor. Sein Gesuch wurde jedoch abgelehnt. Klepper nahm sich zusammen mit Frau und Kind in dem gemeinsamen Berliner Wohnhaus das Leben.

## Tagebuch
1932 Klepper leidet an seiner Kinderlosigkeit. Er nennt sich einen „religiösen Sozialisten“. Das Werk des 30-Jährigen ist schmal. Aber als Intellektueller ist Klepper von Ruhmbegierde erfüllt.
1933 Nach Kleppers Verständnis sei nicht Schriftsteller, wer lediglich Ideen und Stoffe habe. Autor sei, wer jenen ganz eigentümlichen „Zustand der Lebendigkeit“ in seinem Text artikulieren könne. Talent sei nicht so sehr erforderlich.
Die Nationalsozialisten haben alle Macht an sich gerissen. Klepper ist beim Funk angestellt. Er wird denunziert: „Jüdische Familie. SPD-Mitglied“ lautet die Anschuldigung. Der rührige Angestellte wird vom Dienst suspendiert. Aber Klepper verzagt nicht, hält er doch fest an seinem Glauben, schreibt an seinem Roman Der Vater, Roman des Soldatenkönigs (Stuttgart 1937) und liebt seine Gattin Hanni. Ist er „göttliches Werkzeug“? Er hat seine Zweifel. Auch diese widerwärtigen „Memoiren“, die Klepper niederschreibt – welchen Wert haben sie? Der Schriftsteller will jedenfalls im Lande bleiben. Im Ausland sieht er keine Arbeitsmöglichkeit. Wohl wünschen in Berlin die Giganten Ullstein und UFA seine Mitarbeit, wollen jedoch bedauerlicherweise nicht zahlen. Also strebt Klepper die Mitgliedschaft in der Reichsschrifttumskammer an.
1934 Das Vorhaben gelingt, denn einer seiner Bürgen ist SA-Mann. Dabei nennt Klepper die Nationalsozialisten „kranke Phantasten“, wenn er seine Sorge um die Zukunft Deutschlands dem Tagebuch anvertraut.
1935 Aufbegehren kommt für Klepper nicht in Frage. „Stillhalten“ ist seine Devise. Mit solcher Strategie lässt sich eine kleine Privatsphäre erhalten. Die Ausschreitungen am Kurfürstendamm sind beunruhigend. Jüdinnen werden auf offener Straße geohrfeigt. Trotz alledem will Klepper weiterschreiben, solange er noch in der Reichsschrifttumskammer verbleiben darf. Für ihn ist das Schreiben ein religiöser Vorgang. Gott habe den Autor gerufen, und dieser antworte mit einem Buch – einer gestammelten Antwort.
1936 Deutsche Verwandte raten dem Ehepaar Klepper wiederholt, die beiden Töchter ins sichere Ausland zu schicken. Klepper sieht die Notwendigkeit dieser Vorsichtsmaßnahme nicht ein. Wohl weiß er von seiner Isolation in Deutschland, doch er baut auf die Hilfe Gottes.
1937 Am 25. März wird der Schriftsteller aus der Reichsschrifttumskammer ausgeschlossen – Kleppers Überzeugung nach seiner „Mischehe“ wegen. Auf einen Einspruch hin wird der Ausschluss im Juni bis auf Weiteres ausgesetzt, und das Reichskriegsministerium empfiehlt Kleppers neuen Roman Der Vater als Lektüre für die Angehörigen der Wehrmacht. Am 18. Dezember schreibt Klepper sein Lied Die Nacht ist vorgedrungen.
1938 Doch die Reichsschrifttumskammer wirft dem Christen Klepper „knechtische Haltung“ vor, die dem „neuen Geist“ widerspreche. Ab März wird er nicht mehr von der Reichsschrifttumskammer überwacht, sondern vom Propagandaministerium. Selbst in dieser heiklen Situation gibt es noch einen beherzten Journalisten, der Klepper sein Organ als Plattform anbietet: Der protestantische Theologe Hermann Mulert ermutigt ihn, für die Christliche Welt zu schreiben. Klepper bleibt vorsichtig, sitzt doch Ernst Wiechert wegen des Falles Niemöller im KZ. Klepper und seine Ehefrau registrieren wohl, wie jüdische Ärzte und Anwälte in Deutschland nicht mehr praktizieren dürfen und wie deutsche Juden ihre Habe veräußern und emigrieren. Bei Weimar solle ein KZ existieren. Jeder deutsche Jude solle ab 1. Januar zusätzlich den Vornamen Israel bzw. Sara tragen und solle diesen ggf. nennen müssen. Polnische Juden werden in Deutschland inhaftiert oder ausgewiesen. Bei alledem baut das Ehepaar Klepper in Berlin ein neues Haus. Im Zusammenhang mit der Kristallnacht beunruhigen Klepper die willkürlichen Verhaftungen jüdischer Männer durch die Gestapo. Kleppers Ehefrau Hanni konvertiert zum Christentum. Klepper ist über Hannis Kennkarte entsetzt.
1939 Beide Stieftöchter Kleppers wollen emigrieren. Hanni will bleiben. Der NS-Ideologe Rosenberg spricht offen aus, alle Juden sollen das Deutsche Reich verlassen. Zuvor müssen deutsche Juden bestimmte Wertgegenstände – wie z. B. Edelmetalle – Ankaufstellen zum Kauf anbieten.
Bei Kriegsausbruch macht Klepper eine patriotische Notiz in sein Tagebuch: Er könne Deutschland den Untergang nicht wünschen. Als ab November Juden zum Verlassen ihres Wohnortes die Genehmigung der Gestapo einholen müssen, erwägt Klepper den Selbstmord. Ist Suizid Sünde? Der älteren Stieftochter ist die Ausreise nach England geglückt. Der jüngeren Tochter Renate wegen will das Ehepaar am Leben bleiben.
1940 Februar: Klepper erreicht das Gerücht, Stettiner Juden würden nach Lublin deportiert. Als Ehefrau eines „Ariers“ ist Hanni geschützt. Aber für die Tochter Renate wird es immer gefährlicher. Männer der Totenkopf-SS klingeln an der Haustür und erkundigen sich nach dem jungen Mädchen. Renate konvertiert – wie zuvor ihre Mutter – zum Christentum. Klepper erhält Nachricht von einem unbegreiflichen Vorgang im Reich: Behinderte werden ermordet. Alle Ereignisse zusammengenommen schwächen die Kreativität des sensiblen Dichters so sehr, dass er seinen nächsten Roman (Katharina von Bora) nicht mehr zustande bringt. Die Lebenskraft aber will er sich erhalten. Und so setzt er sich verbissen, zäh und am Ende erfolgreich für eine Einreiseerlaubnis Renates nach Schweden ein. Trotzdem hofft er am 26. Juli, Deutschland werde England besiegen.
1941 Ab Dezember 1940 dient Klepper bei der Wehrmacht und wird Anfang Oktober 1941 wegen seiner „nichtarischen Ehe“ als „wehrunwürdig“ entlassen. Berliner Juden geraten in eine noch schwierigere Lage. Renate muss den diskriminierenden Judenstern tragen und bringt alarmierende Nachrichten mit nach Hause: Verwandte werden nach Litzmannstadt deportiert. Der Selbstmordgedanke liegt der jungen Renate fern, hofft sie doch auf Überleben. Klepper dringt bis zum „Reichsminister Dr. Frick“ vor und erwirkt ein Dokument, in dem Renate ministerieller Schutz vor Deportation zugesichert wird. Dieses Schreiben schützt Renates Leben freilich nur so lange, bis der Sicherheitsdienst gnadenlos eingreift. Nachrichten über Deportationen von Juden nehmen kein Ende. Renate schwankt zwischen Depression und Hoffnung. Sie weist den Gedanken an Suizid, falls ihre Ausreise scheitern sollte, nicht mehr zurück. Nachrichten über Massaker, verübt an Juden, dringen aus dem Osten nach Berlin vor.
1942 Hanni weist den Gedanken an dreifachen Selbstmord von sich. Klepper weiß nicht, ob er die deutsche Kriegführung verurteilen soll. Nach quälendem Hin und Her erhält Renate die erhoffte Einreisegenehmigung nach Schweden. Inzwischen ist aber Frick für die zusätzlich erforderliche Ausreisegenehmigung nicht mehr zuständig, sondern nun Eichmann. Klepper erhält die Genehmigung nicht. Nach Auskunft von Frick muss er überdies mit einer Zwangsscheidung und der folgenden Deportation seiner Ehefrau rechnen. Klepper geht mit seiner Familie freiwillig in den Tod. Die Aufzeichnungen enden:

„Nachmittags die Verhandlung auf dem Sicherheitsdienst.
Wir sterben nun – ach, auch das steht bei Gott –
Wir gehen heute nacht gemeinsam in den Tod.
Über uns steht in den letzten Stunden das Bild des Segnenden
Christus, der um uns ringt.
In dessen Anblick endet unser Leben.“

## Titel
Kleppers Glaube an Gott erscheint unerschütterlich. Ein äußeres Zeichen dieser tiefen Religiosität sind die allgegenwärtigen Bibelzitate. Einem dieser Zitate ist der Buchtitel entnommen:

„Sei mir gnädig, Gott, sei mir gnädig! denn auf dich traut meine Seele, und unter dem Schatten deiner Flügel habe ich Zuflucht, bis daß das Unglück vorübergehe.“

Alle Zitate zusammengenommen reflektieren über den Zehnjahres-Zeitraum hinweg das beispiellose Gottvertrauen und zuletzt das Anflehen, ja zuallerletzt das Anschreien Gottes in höchster Not.

## Personen
Klepper berichtet über engere Kontakte zu Schriftstellern. Reinhold Schneider und Rudolf Alexander Schröder werden mehrfach genannt. Er erwähnt mehrere prominente KZ-Häftlinge, darunter Aktivisten der Bekennenden Kirche wie den Pastor Hans Ehrenberg.

## Form
Die umfänglichen Memoiren können als Dialog mit Gott gelesen werden. Klepper legt sein Wohl und Wehe in dessen Hände. Dabei weiß er aber, dass er „dereinst“, wie Werner Bergengruen ein wenig respektlos formuliert, vor „seinem himmlischen Kommandeur“ für sein Tun und Lassen wird geradestehen müssen. Aus dem Gesagten ergibt sich die Form. Der tief gläubige Klepper ist hin- und hergerissen. Er weiß, dass er Fehler macht, aber er kann nicht aus seiner Haut. Unter den Fittichen Gottes stehend, nimmt das Schicksal des Autors seinen Lauf. Klepper beschreibt den Vorgang minutiös. Bemerkenswert ist bei allem die Ehrlichkeit und Eigenständigkeit des Autors. Vor den Leser tritt weniger der Kämpfer Klepper als vielmehr der Dulder.

## Zitate
„Man darf sich nicht hinzudrängen, wo man nicht gerufen ist.“

„Gott ist der Schöpfer des Sein-Könnens“

## Bibelstellen
„Der HERR erhält alle, die da fallen, und richtet auf alle, die niedergeschlagen sind.“

„Siehe, ich bin bei euch alle Tage bis an der Welt Ende.“

„Selig ist der Mann, der die Anfechtung erduldet.“

„Und es soll geschehen: wer den Namen des Herrn anrufen wird, der soll gerettet werden.“

## Rezeption
Werner Bergengruen rezensierte im Januar/Februar 1957 die Erstveröffentlichung der Tagebücher ausführlich. Renates Leben, so konstatiert er, sei als das einer „Volljüdin“ – wie es im NS-Sprachgebrauch hieß – im Deutschen Reich bedroht gewesen, doch Klepper habe lange genug Zeit gehabt, ihre Emigration zu unterstützen. Aus seinen Memoiren kann Bergengruen in diesem Zusammenhang weder Schuldgefühle noch Selbstzweifel herauslesen. Auch zu einem Gegner des NS-Regimes habe sich der untertänige Klepper nicht erklären können. Zwar bescheinigt Bergengruen ihm Geisteskraft, doch an Gefühl und Phantasie habe es ihm gemangelt. Bergengruen nennt auch Einzelheiten, die nicht in der Quelle enthalten sind: So habe Klepper, als er diesen nach dem Oktober 1941 in seinem Berliner Haus besucht habe, als verblendeter Hausherr seine Dienstzeit bei der Wehrmacht verherrlicht und sein zwangsweises Ausscheiden aus der Truppe bedauert.
Klepper soll seine Tagebücher dem Zugriff der NS-Schergen erfolgreich entzogen haben, indem er die Papiere vergrub.

### Quelle
- Jochen Klepper: Unter dem Schatten deiner Flügel. Aus den Tagebüchern der Jahre 1932 – 1942; Gießen: Brunnen Verlag, 1997; ISBN 3-7655-1815-8.

### Ausgaben
- Jochen Klepper: Unter dem Schatten deiner Flügel. Aus den Tagebüchern der Jahre 1932 – 1942; Stuttgart: Deutsche Verlags-Anstalt, 1956.

### Sekundärliteratur
- Frank-Lothar Kroll, Nino Luise Hackelsberger, Sylvia Taschka (Hrsg.): Werner Bergengruen: Schriftstellerexistenz in der Diktatur. Aufzeichnungen und Reflexionen zu Politik, Geschichte und Kultur 1949 bis 1963. Elke Fröhlich, Udo Wengst (Hrsg.): Biographische Quellen zur Zeitgeschichte, Band 22; R. Oldenbourg Verlag, München 2005; ISBN 3-486-20023-2.
- Paul Riegel, Wolfgang van Rinsum: Drittes Reich und Exil 1933–1945; Deutsche Literaturgeschichte, Band 10; München: dtv, 2004; S. 81–83; ISBN 3-423-03350-9.
- Gero von Wilpert: Lexikon der Weltliteratur. Deutsche Autoren A – Z; Stuttgart 2004; S. 339; ISBN 3-520-83704-8.